# Non-Random-Two-Liquid-Modell
Das  Non-Random-Two-Liquid-Modell (kurz NRTL-Gleichung, dt. nicht-zufällig, zwei Flüssigkeiten) ist ein thermodynamisches Modell, das die Aktivitätskoeffizienten {\displaystyle \gamma } eines chemischen Stoffgemischs mit seiner Zusammensetzung, ausgedrückt durch Molenbrüche {\displaystyle x}, korreliert.
Der Ausdruck „Non Random“, „nicht zufällig“ bezieht sich auf die Struktur der Flüssigkeit und die Anordnung der Moleküle. Während das Porter-, van Laar- und Margules-Modell die strukturierte Anordnung der Moleküle nicht berücksichtigen, wird dies beim Wilson-, UNIQUAC- und NRTL-Modell eingeführt.
Das NRTL-Modell gilt als das beste VLE-Modell. Die Mindestzahl der binären Parameter sind 2. Inzwischen ist das Modell auf bis zu 9 Parameter ausgebaut. Mit dem NRTL-Modell lassen sich auch LLE, d. h. Flüssig-Flüssig- und SLE, d. h. Fest-Flüssig Gleichgewichte sehr gut simulieren. 
NRTL-Modelle gehören zur Klasse der gE-Modelle, da sie auch die freie Exzessenthalpie {\displaystyle G^{E}} (Exzessgröße der freien Enthalpie {\displaystyle G}) verwenden.

## Gleichungen
Für ein binäres Gemisch gelten folgende Gleichungen:
{\displaystyle \ln \gamma _{1}=x_{2}^{2}\left[\tau _{21}\left({\frac {G_{21}}{x_{1}+x_{2}G_{21}}}\right)^{2}+{\frac {\tau _{12}G_{12}}{(x_{2}+x_{1}G_{12})^{2}}}\right]}
{\displaystyle \ln \gamma _{2}=x_{1}^{2}\left[\tau _{12}\left({\frac {G_{12}}{x_{2}+x_{1}G_{12}}}\right)^{2}+{\frac {\tau _{21}G_{21}}{(x_{1}+x_{2}G_{21})^{2}}}\right]}
mit
{\displaystyle \ln G_{12}=-\alpha _{12}\tau _{12}}
{\displaystyle \ln G_{21}=-\alpha _{21}\tau _{21}}
{\displaystyle \tau _{12}}  und  {\displaystyle \tau _{21}} sowie {\displaystyle \alpha _{12}} sind Parameter, die an die Aktivitätskoeffizienten angepasst werden.
Zumeist werden jedoch die Parameter {\displaystyle \tau } noch über die Beziehungen
{\displaystyle \tau _{12}={\frac {\Delta g_{12}}{RT}}}
{\displaystyle \tau _{21}={\frac {\Delta g_{21}}{RT}}}
mit der Gaskonstante {\displaystyle R} und der Temperatur {\displaystyle T} skaliert und dann die Parameter {\displaystyle \Delta g_{12}} und {\displaystyle \Delta g_{21}} angepasst.

## Temperaturabhängige Parameter
Sind Aktivitätskoeffizienten über einen größeren Temperaturbereich vorhanden (etwa aus Dampf-Flüssig- und zugleich aus Fest-Flüssig-Gleichgewichten), so können temperaturabhängige Parameter eingeführt werden.
Zwei Ansätze sind gebräuchlich:
{\displaystyle {\begin{aligned}\tau _{ij}&=f(T)=a_{ij}+{\frac {b_{ij}}{T}}+c_{ij}\ln T+d_{ij}T\\\Delta g_{ij}&=f(T)=a_{ij}+b_{ij}\cdot T+c_{ij}T^{2}\end{aligned}}}
Einzelne Terme können weggelassen werden. Bspw. wird der logarithmische Term zumeist nur benutzt, wenn Flüssig-Flüssig-Gleichgewichte (Mischungslücken) modelliert werden müssen.

## Herkunft der Aktivitätskoeffizienten
Die benötigten Aktivitätskoeffizienten werden zumeist aus experimentell bestimmten Phasengleichgewichten (Dampf-Flüssig, Flüssig-Flüssig, Fest-Flüssig) sowie aus Mischungswärmen abgeleitet. Quelle dieser experimentellen Daten sind Faktendatenbanken wie etwa die Dortmunder Datenbank. Alternativ werden die Aktivitätskoeffizienten direkt experimentell bestimmt oder mit Vorhersagemodellen, etwa UNIFAC, bestimmt.